# 성선자극호르몬분비호르몬 작용제
성선자극호르몬분비호르몬 작용제(gonadotropin-releasing hormone agonist, GnRH agonist)는 성선자극호르몬과 성 호르몬의 작용을 조절하는 약물이다. 생식샘자극호르몬(gonadotropin)의 수용체에 붙어 생식샘자극호르몬이 작용하지 못하도록 하는 역할을 한다. GnRH 작용제는 성 호르몬의 분비량을 줄여야 하는 다양한 질환, 예를 들어 호르몬 감수성 암에 포함되는 일부 전립선암 및 유방암이나, 산부인과 질환 중 자궁내막증, 자궁근종, 고안드로겐혈증 등의 치료제로 사용된다. GnRH 작용제는 피하주사 또는 피부 내 장치, 나잘스프레이의 형태로 투여한다.

## 같이 보기
- 생식샘자극호르몬 방출호르몬